# Vòng loại Cúp FA 2011–12
Vòng loại Cúp FA 2011–12 khởi đầu cho giải đấu lần thứ 131 ở Anh cho chức vô địch Football Association Challenge Cup (FA Cup), giải đấu loại trực tiếp lâu đời nhất thế giới. Có tổng cộng 763 đội bóng được quyền tham gia, tạo nên kỉ lục mới về số đội tham dự giải đấu, nhiều hơn 4 đội so với mùa trước là 759.
Một số lượng lớn câu lạc bộ vào giải đấu thuộc Cấp độ 5 đến 10 trong Hệ thống các giải bóng đá ở Anh có nghĩa rằng giải đấu sẽ bắt đầu gồm 6 vòng, 2 vòng sơ loại và 4 vòng loại. 32 đội chiến thắng ở Vòng loại 4 sẽ vào Vòng 1, khi các đội bóng ở Cấp độ 3 và 4 sẽ bước vào tranh tài.

## Lịch thi đấu
Lịch thi đấu Vòng loại Cúp FA 2011–12, được công bố bởi Hiệp hội bóng đá Anh.
| Vòng đấu          | Ngày thi đấu chính   | Số trận đấu | Câu lạc bộ | Các đội mới vào vòng này | Tiền thưởng     |
| ----------------- | -------------------- | ----------- | ---------- | ------------------------ | --------------- |
| Vòng Tiền sơ loại | 20 tháng 8 năm 2011  | 204         | 763 → 559  | 408: thứ 356–thứ 763     | 750 bảng Anh    |
| Vòng Sơ loại      | 3 tháng 9 năm 2011   | 167         | 559 → 392  | 130: thứ 226–thứ 355     | 1,500 bảng Anh  |
| Vòng loại 1       | 17 tháng 9 năm 2011  | 116         | 392 → 276  | 65: thứ 161–thứ 225      | 3,000 bảng Anh  |
| Vòng loại 2       | 1 tháng 10 năm 2011  | 80          | 276 → 196  | 44: thứ 117–thứ 160      | 4,500 bảng Anh  |
| Vòng loại 3       | 15 tháng 10 năm 2011 | 40          | 196 → 156  | không có                 | 7,500 bảng Anh  |
| Vòng loại 4       | 29 tháng 10 năm 2011 | 32          | 156 → 124  | 24: thứ 93–thứ 116       | 12,500 bảng Anh |

## Vòng Tiền sơ loại
Kết quả như sau:
| Thứ tự                                                                   | Đội nhà (Bốc thăm)                          | Tỷ số | Đội khách (Bốc thăm)        | Khán giả |
| ------------------------------------------------------------------------ | ------------------------------------------- | ----- | --------------------------- | -------- |
| 1                                                                        | Bedlington Terriers                         | 1–0   | Whickham                    | 130      |
| 2                                                                        | Tow Law Town                                | 1–2   | Marske United               | 81       |
| 3                                                                        | Stokesley Sports Club                       | 1–6   | Newcastle Benfield          | 46       |
| 4                                                                        | Penrith                                     | 1–1   | North Shields               | 90       |
| đấu lại                                                                  | North Shields                               | 0–1   | Penrith                     | 116      |
| 5                                                                        | West Allotment Celtic                       | 1–1   | Northallerton Town          | 80       |
| đấu lại                                                                  | Northallerton Town                          | 2–1 † | West Allotment Celtic       | 118      |
| 6                                                                        | Spennymoor Town                             | 1–0   | Esh Winning                 | 183      |
| 7                                                                        | Ryton & Crawcrook Albion                    | 0–1   | Ashington                   | 57       |
| 8                                                                        | Gillford Park                               | 1–2   | Hebburn Town                | 36       |
| 9                                                                        | Newton Aycliffe                             | 2–7   | Billingham Synthonia        | 330      |
| 10                                                                       | Crook Town                                  | 2–6   | Billingham Town             | 93       |
| 11                                                                       | Chester-le-Street Town                      | 1–1   | South Shields               | 104      |
| đấu lại                                                                  | South Shields                               | 2–1   | Chester-le-Street Town      | 128      |
| 12                                                                       | West Auckland Town                          | 2–2   | Dunston UTS                 | 103      |
| đấu lại                                                                  | Dunston UTS                                 | 5–1   | West Auckland Town          | 226      |
| 13                                                                       | Jarrow Roofing Boldon Community Association | 1–2   | Guisborough Town            | 41       |
| 14                                                                       | Sunderland Ryhope Community Association     | 7–0   | Birtley Town                | 141      |
| 15                                                                       | Shildon                                     | 2–1   | Consett                     | 166      |
| 16                                                                       | Whitehaven                                  | 3–0   | Norton & Stockton Ancients  | 38       |
| 17                                                                       | Whitley Bay                                 | 2–1   | Bishop Auckland             | 456      |
| 18                                                                       | Scarborough Athletic                        | 4–0   | Hallam                      | 452      |
| 19                                                                       | Thackley                                    | 2–1   | Askern Villa                | 56       |
| 20                                                                       | Maltby Main                                 | 1–2   | Glasshoughton Welfare       | 45       |
| 21                                                                       | Silsden                                     | 1–1   | Rossington Main             | 92       |
| đấu lại                                                                  | Rossington Main                             | 2–2 † | Silsden                     | 85       |
| Silsden thắng 4–2 trong loạt sút luân lưu                                |                                             |       |                             |          |
| 22                                                                       | Pontefract Collieries                       | 2–0   | Yorkshire Amateur           | 91       |
| 23                                                                       | Parkgate                                    | 4–1   | Grimsby Borough             | 40       |
| 24                                                                       | AFC Emley                                   | 1–4   | Hall Road Rangers           | 131      |
| 25                                                                       | Hemsworth Miners Welfare                    | 1–2   | Tadcaster Albion            | 91       |
| 26                                                                       | Nostell Miners Welfare                      | 2–3   | Armthorpe Welfare           | 72       |
| 27                                                                       | Selby Town                                  | 1–4   | Liversedge                  | 107      |
| 28                                                                       | Pickering Town                              | 2–0   | Dinnington Town             | 157      |
| 29                                                                       | Staveley Miners Welfare                     | 3–0   | Winterton Rangers           | 102      |
| 30                                                                       | Barton Town Old Boys                        | 2–2   | Bridlington Town            | 134      |
| đấu lại                                                                  | Bridlington Town                            | 2–3   | Barton Town Old Boys        | 149      |
| 31                                                                       | Squires Gate                                | 1–0   | Colne                       | 67       |
| 32                                                                       | Formby                                      | 3–0   | Alsager Town                | 65       |
| 33                                                                       | Winsford United                             | 1–1   | Maine Road                  | 110      |
| đấu lại                                                                  | Maine Road                                  | 1–0   | Winsford United             | 109      |
| 34                                                                       | Runcorn Town                                | 4–1   | Brighouse Town              | 110      |
| 35                                                                       | Padiham                                     | 1–2   | Ashton Athletic             | 127      |
| 36                                                                       | Holker Old Boys                             | 3–0   | Leek County School Old Boys | 62       |
| 37                                                                       | Bacup Borough                               | 2–3   | AFC Blackpool               | 62       |
| 38                                                                       | St. Helens Town                             | 0–2   | Atherton Laburnum Rovers    | 46       |
| 39                                                                       | Atherton Collieries                         | 4–0   | Irlam                       | 60       |
| 40                                                                       | Chadderton                                  | 2–8   | Cheadle Town                | 79       |
| 41                                                                       | Congleton Town                              | 3–1   | Eccleshill United           | 89       |
| 42                                                                       | Barnoldswick Town                           | 0–2   | Ramsbottom United           | 177      |
| 43                                                                       | Bootle                                      | 2–0   | Wigan Robin Park            | 96       |
| 44                                                                       | AFC Liverpool                               | 2–2   | Runcorn Linnets             | 222      |
| đấu lại                                                                  | Runcorn Linnets                             | 3–1   | AFC Liverpool               | 320      |
| 45                                                                       | Retford United                              | 0–2   | Gresley                     | 206      |
| 46                                                                       | Holbeach United                             | 3–1   | Lincoln Moorlands Railway   | 93       |
| 47                                                                       | Deeping Rangers                             | 2–1   | Spalding United             | 149      |
| 48                                                                       | Holbrook Sports                             | 1–1   | Greenwood Meadows           | 51       |
| đấu lại                                                                  | Greenwood Meadows                           | 0–2   | Holbrook Sports             | 34       |
| 49                                                                       | Glossop North End                           | 2–4   | Boston Town                 | 219      |
| 50                                                                       | Dunkirk                                     | 0–2   | Arnold Town                 | 91       |
| 51                                                                       | Radcliffe Olympic                           | 2–3   | Heanor Town                 | 79       |
| 52                                                                       | Borrowash Victoria                          | 5–1   | Sleaford Town               | 74       |
| 53                                                                       | Gedling Miners Welfare                      | 0–0   | Louth Town                  | 52       |
| đấu lại                                                                  | Louth Town                                  | 2–1   | Gedling Miners Welfare      | 117      |
| 54                                                                       | Shirebrook Town                             | 2–1   | Blackstones                 | 82       |
| 55                                                                       | Nuneaton Griff                              | 0–7   | Stratford Town              | 105      |
| 56                                                                       | Rocester                                    | 3–1   | Wolverhampton Casuals       | 94       |
| 57                                                                       | Southam United                              | 0–2   | Tipton Town                 | 79       |
| 58                                                                       | Coleshill Town                              | 5–1   | Brocton                     | 50       |
| 59                                                                       | Highgate United                             | 2–0   | Willenhall Town             | 68       |
| 60                                                                       | Westfields                                  | 2–4   | Norton United               | 107      |
| 61                                                                       | Castle Vale                                 | 3–1   | Heath Hayes                 | 80       |
| 62                                                                       | Bustleholme                                 | 0–1   | Eccleshall                  | 104      |
| 63                                                                       | Lye Town                                    | 0–5   | Coventry Sphinx             | 134      |
| 64                                                                       | Studley                                     | 2–1   | Walsall Wood                | 60       |
| 65                                                                       | Boldmere St. Michaels                       | 5–2   | Bartley Green               | 55       |
| 66                                                                       | Malvern Town                                | 0–0   | Causeway United             | 131      |
| đấu lại                                                                  | Causeway United                             | 5–0   | Malvern Town                | 45       |
| 67                                                                       | Bridgnorth Town                             | 6–0   | Ellesmere Rangers           | 102      |
| 68                                                                       | Atherstone Town                             | 1–0   | Cadbury Athletic            | 142      |
| 69                                                                       | Tividale                                    | 1–2   | Alvechurch                  | 104      |
| 70                                                                       | Gornal Athletic                             | 2–2   | Shifnal Town                | 52       |
| đấu lại                                                                  | Shifnal Town                                | 3–4 † | Gornal Athletic             | 78       |
| 71                                                                       | Stone Dominoes                              | 3–2   | Wellington (Herefords)      | 42       |
| 72                                                                       | Cradley Town                                | 2–2   | Continental Star            | 45       |
| đấu lại                                                                  | Continental Star                            | 3–2   | Cradley Town                | 60       |
| 73                                                                       | Bloxwich United                             | 2–2   | AFC Wulfrunians             | 75       |
| đấu lại                                                                  | AFC Wulfrunians                             | 3–0   | Bloxwich United             | 75       |
| 74                                                                       | Pegasus Juniors                             | 1–1   | Bewdley Town                | 43       |
| đấu lại                                                                  | Bewdley Town                                | 2–1   | Pegasus Juniors             | 51       |
| 75                                                                       | Friar Lane & Epworth                        | w/o   | Loughborough University     | N/A      |
| Quyền đi tiếp cho Loughborough University – Friar Lane & Epworth rút lui |                                             |       |                             |          |
| 76                                                                       | Thrapston Town                              | 3–2   | Irchester United            | 182      |
| 77                                                                       | Oadby Town                                  | 6–1   | Northampton Spencer         | 101      |
| 78                                                                       | Rushden & Higham United                     | 2–3   | Cogenhoe United             | 92       |
| 79                                                                       | Rothwell Corinthians                        | 1–0   | Wellingborough Town         | 77       |
| 80                                                                       | Bugbrooke St Michaels                       | 2–1   | Anstey Nomads               | 107      |
| 81                                                                       | Long Eaton United                           | 0–4   | Huntingdon Town             | 36       |
| 82                                                                       | Long Buckby                                 | 1–0   | Stewarts & Lloyds Corby     | 52       |
| 83                                                                       | Thurnby Nirvana                             | 3–3   | Desborough Town             | 57       |
| đấu lại                                                                  | Desborough Town                             | 0–5   | Thurnby Nirvana             | 57       |
| 84                                                                       | Rothwell Town                               | 2–1   | Raunds Town                 | 74       |
| 85                                                                       | Barrow Town                                 | 3–2   | Kirby Muxloe                | 112      |
| 86                                                                       | Daventry United                             | 2–1   | Bardon Hill                 | 36       |
| 87                                                                       | Yaxley                                      | 0–2   | Godmanchester Rovers        | 90       |
| 88                                                                       | Stanway Rovers                              | 2–3   | Hadleigh United             | 129      |
| 89                                                                       | King's Lynn Town                            | 6–1   | Whitton United              | 632      |
| 90                                                                       | Woodbridge Town                             | 2–2   | Gorleston                   | 114      |
| đấu lại                                                                  | Gorleston                                   | 2–1   | Woodbridge Town             | 110      |
| 91                                                                       | St Ives Town                                | 3–2   | Debenham LC                 | 130      |
| 92                                                                       | Wroxham                                     | 3–1   | Dereham Town                | 181      |
| 93                                                                       | Ipswich Wanderers                           | 3–1   | Newmarket Town              | 62       |
| 94                                                                       | Mildenhall Town                             | 0–4   | Brantham Athletic           | 108      |
| 95                                                                       | Walsham-le-Willows                          | 3–1   | Thetford Town               | 126      |
| 96                                                                       | March Town United                           | 2–1   | Kirkley & Pakefield         | 92       |
| 97                                                                       | Ely City                                    | 4–0   | Diss Town                   | 103      |
| 98                                                                       | Stowmarket Town                             | 1–4   | Haverhill Rovers            | 94       |
| 99                                                                       | Felixstowe & Walton United                  | 1–0   | Norwich United              | 60       |
| 100                                                                      | Long Melford                                | w/o   | Saffron Walden Town         | N/A      |
| Quyền đi tiếp cho Long Melford – Saffron Walden Town rút lui             |                                             |       |                             |          |
| 101                                                                      | Wisbech Town                                | 4–0   | Halstead Town               | 246      |
| 102                                                                      | Great Yarmouth Town                         | 0–3   | FC Clacton                  | 116      |

| Thứ tự                                                    | Đội nhà (Bốc thăm)                     | Tỷ số | Đội khách (Bốc thăm)      | Khán giả |
| --------------------------------------------------------- | -------------------------------------- | ----- | ------------------------- | -------- |
| 103                                                       | Burnham Ramblers                       | 1–1   | Barking                   | 71       |
| đấu lại                                                   | Barking                                | 0–1   | Burnham Ramblers          | 75       |
| 104                                                       | Hadley                                 | 2–2   | Cockfosters               | 47       |
| đấu lại                                                   | Cockfosters                            | 0–0 † | Hadley                    | 84       |
| Cockfosters thắng 5–4 trong loạt sút luân lưu             |                                        |       |                           |          |
| 105                                                       | Haringey Borough                       | 2–0   | AFC Kempston Rovers       | 48       |
| 106                                                       | Witham Town                            | 4–1   | Bedford                   | 87       |
| 107                                                       | St. Margaretsbury                      | 0–3   | Dunstable Town            | 74       |
| 108                                                       | Enfield                                | 3–1   | London Colney             | 71       |
| 109                                                       | Kings Langley                          | 5–2   | Stotfold                  | 54       |
| Quyền đi tiếp cho Stotfold – Kings Langley bị loại        |                                        |       |                           |          |
| 110                                                       | Colney Heath                           | 3–1   | Langford                  | 44       |
| 111                                                       | Clapton                                | 0–1   | Stansted                  | 42       |
| 112                                                       | Crawley Green                          | 1–2   | Berkhamsted               | 62       |
| 113                                                       | Hullbridge Sports                      | 1–3   | Royston Town              | 53       |
| 114                                                       | Broxbourne Borough V&E                 | 4–0   | Hoddesdon Town            | 135      |
| 115                                                       | Haringey & Waltham Development         | 4–1   | Bowers & Pitsea           | 73       |
| 116                                                       | Sawbridgeworth Town                    | 2–2   | Hatfield Town             | 43       |
| đấu lại                                                   | Hatfield Town                          | 2–1   | Sawbridgeworth Town       | 73       |
| 117                                                       | AFC Dunstable                          | 3–1   | Eton Manor                | 94       |
| 118                                                       | Biggleswade United                     | 2–1   | Leverstock Green          | 54       |
| 119                                                       | Takeley                                | 3–3   | Southend Manor            | 69       |
| đấu lại                                                   | Southend Manor                         | 3–2   | Takeley                   | 25       |
| 120                                                       | London All People's Sports Association | 1–0   | Basildon United           | 55       |
| 121                                                       | Oxhey Jets                             | 6–0   | Wodson Park               | 31       |
| 122                                                       | Barkingside                            | 1–3   | Hertford Town             | 197      |
| 123                                                       | Bethnal Green United                   | 2–1   | Kentish Town              | 38       |
| 124                                                       | Holmer Green                           | 2–4   | Harefield United          | 80       |
| 125                                                       | Sandhurst Town                         | 2–3   | Thame United              | 58       |
| 126                                                       | Witney United                          | 0–4   | Newport Pagnell Town      | 94       |
| 127                                                       | Tring Athletic                         | 1–0   | Hanwell Town              | 68       |
| 128                                                       | Wokingham & Emmbrook                   | 4–1   | Holyport                  | 106      |
| 129                                                       | Staines Lammas                         | 3–0   | Clanfield                 | 96       |
| 130                                                       | Bicester Town                          | w/o   | Bedfont Sports            | N/A      |
| Quyền đi tiếp cho Bedfont Sports – Bicester Town giải thể |                                        |       |                           |          |
| 131                                                       | Old Woodstock Town                     | 1–2   | Wantage Town              | 38       |
| 132                                                       | Ascot United                           | 1–2   | Wembley                   | 1,149    |
| 133                                                       | Abingdon Town                          | 4–0   | Milton United             | 56       |
| 134                                                       | Kidlington                             | 4–2   | Hillingdon Borough        | 62       |
| 135                                                       | Hanworth Villa                         | 4–2   | Shrivenham                | 101      |
| 136                                                       | Ardley United                          | 3–0   | Flackwell Heath           | 48       |
| 137                                                       | Aylesbury United                       | 4–0   | Bracknell Town            | 128      |
| 138                                                       | Reading Town                           | 0–0   | Binfield                  | 59       |
| đấu lại                                                   | Binfield                               | 3–0   | Reading Town              | 118      |
| 139                                                       | Molesey                                | 0–3   | Egham Town                | 132      |
| 140                                                       | Raynes Park Vale                       | 3–1   | Hassocks                  | 48       |
| 141                                                       | Farnham Town                           | 1–0   | Guildford City            | 70       |
| 142                                                       | Wick                                   | 0–3   | Redhill                   | 57       |
| 143                                                       | VCD Athletic                           | 1–1   | Bookham                   | 53       |
| đấu lại                                                   | Bookham                                | 0–2   | VCD Athletic              | 65       |
| 144                                                       | Erith & Belvedere                      | 2–0   | St. Francis Rangers       | 57       |
| 145                                                       | Lancing                                | 2–2   | Horsham YMCA              | 92       |
| đấu lại                                                   | Horsham YMCA                           | 2–5   | Lancing                   | 66       |
| 146                                                       | Chichester City                        | 2–2   | Fisher                    | 82       |
| đấu lại                                                   | Fisher                                 | 6–1   | Chichester City           | 75       |
| 147                                                       | Pagham                                 | 1–2   | Herne Bay                 | 75       |
| 148                                                       | Colliers Wood United                   | 1–1   | Chessington & Hook United | 41       |
| đấu lại                                                   | Chessington & Hook United              | 2–1   | Colliers Wood United      | 63       |
| 149                                                       | Ringmer                                | 0–2   | Deal Town                 | 64       |
| 150                                                       | Arundel                                | 2–2   | Sidley United             | 65       |
| đấu lại                                                   | Sidley United                          | 1–5 † | Arundel                   | 59       |
| 151                                                       | Three Bridges                          | 1–6   | Camberley Town            | 52       |
| 152                                                       | Sevenoaks Town                         | 4–0   | Ash United                | 45       |
| 153                                                       | Shoreham                               | 3–1   | Holmesdale                | 50       |
| 154                                                       | Corinthian                             | 4–3   | Dorking                   | 48       |
| 155                                                       | Mole Valley SCR                        | 2–3   | Lordswood                 | 22       |
| 156                                                       | Westfield (Surrey)                     | 3–6   | Peacehaven & Telscombe    | 90       |
| 157                                                       | Tunbridge Wells                        | 1–0   | Warlingham                | 158      |
| 158                                                       | South Park                             | 1–0   | AFC Uckfield              | 72       |
| 159                                                       | Greenwich Borough                      | 1–2   | Horley Town               |          |
| 160                                                       | Banstead Athletic                      | 3–0   | Woodstock Sports          | 58       |
| 161                                                       | Littlehampton Town                     | 1–3   | Beckenham Town            | 33       |
| 162                                                       | Erith Town                             | 6–2   | Crowborough Athletic      | 46       |
| 163                                                       | Selsey                                 | 2–2   | Mile Oak                  | 105      |
| đấu lại                                                   | Mile Oak                               | 1–2   | Selsey                    | 63       |
| 164                                                       | Epsom & Ewell                          | 3–1   | Croydon                   | 124      |
| 165                                                       | Cobham                                 | 2–2   | Badshot Lea               | 105      |
| đấu lại                                                   | Badshot Lea                            | 4–1   | Cobham                    | 45       |
| 166                                                       | Hailsham Town                          | 0–4   | Lingfield                 | 93       |
| 167                                                       | Bridport                               | 2–2   | Hayling United            | 141      |
| đấu lại                                                   | Hayling United                         | 0–2   | Bridport                  | 48       |
| 168                                                       | Cowes Sports                           | 1–4   | Newport (Isle of Wight)   | 234      |
| 169                                                       | Verwood Town                           | 0–4   | Horndean                  | 73       |
| 170                                                       | Romsey Town                            | 0–1   | Brading Town              | 33       |
| 171                                                       | Downton                                | 3–3   | Brockenhurst              | 65       |
| đấu lại                                                   | Brockenhurst                           | 4–2   | Downton                   | 70       |
| 172                                                       | Alresford Town                         | 4–0   | Devizes Town              | 45       |
| 173                                                       | Totton & Eling                         | 5–1   | Fareham Town              | 54       |
| 174                                                       | Cove                                   | 0–2   | AFC Portchester           | 62       |
| 175                                                       | Petersfield Town                       | 1–2   | Hartley Wintney           | 71       |
| 176                                                       | Hamworthy United                       | 1–2   | Bournemouth               | 107      |
| 177                                                       | Shrewton United                        | 1–0   | Fleet Spurs               | 177      |
| 178                                                       | Winchester City                        | 5–0   | Ringwood Town             | 105      |
| 179                                                       | Whitchurch United                      | 3–2   | Bemerton Heath Harlequins | 86       |
| 180                                                       | Alton Town                             | 1–1   | New Milton Town           | 45       |
| đấu lại                                                   | New Milton Town                        | 0–6   | Alton Town                | 47       |
| 181                                                       | Lymington Town                         | 3–2   | Sherborne Town            | 85       |
| 182                                                       | Blackfield & Langley                   | 3–1   | GE Hamble                 | 54       |
| 183                                                       | Gillingham Town                        | 1–2   | Newbury                   | 136      |
| 184                                                       | Moneyfields                            | 2–0   | Christchurch              | 60       |
| 185                                                       | Welton Rovers                          | 0–5   | Larkhall Athletic         | 71       |
| 186                                                       | Melksham Town                          | 3–2   | Almondsbury UWE           | 85       |
| 187                                                       | Hallen                                 | 3–0   | Calne Town                | 64       |
| 188                                                       | Fairford Town                          | 3–0   | Wellington (Somerset)     | 53       |
| 189                                                       | Street                                 | 0–2   | Shortwood United          | 92       |
| 190                                                       | Radstock Town                          | 2–1   | Wootton Bassett Town      | 75       |
| 191                                                       | Brislington                            | 4–1   | Lydney Town               | 61       |
| 192                                                       | Pewsey Vale                            | 0–2   | Bishop Sutton             | 92       |
| 193                                                       | Slimbridge                             | 3–1   | Bradford Town             | 66       |
| 194                                                       | Merthyr Town                           | 2–2   | Bitton                    | 323      |
| đấu lại                                                   | Bitton                                 | 1–2   | Merthyr Town              | 248      |
| 195                                                       | Bristol Manor Farm                     | 1–1   | Longwell Green Sports     | 83       |
| đấu lại                                                   | Longwell Green Sports                  | 3–2   | Bristol Manor Farm        | 90       |
| 196                                                       | Hengrove Athletic                      | 0–3   | Wells City                | 39       |
| 197                                                       | Highworth Town                         | 1–4   | Odd Down                  | 76       |
| 198                                                       | Corsham Town                           | 1–6   | Cadbury Heath             | 65       |
| 199                                                       | Bodmin Town                            | 6–3   | Falmouth Town             | 94       |
| 200                                                       | Dawlish Town                           | w/o   | Tavistock                 | N/A      |
| Quyền đi tiếp cho Tavistock – Dawlish Town giải thể       |                                        |       |                           |          |
| 201                                                       | St. Blazey                             | 1–0   | Saltash United            | 80       |
| 202                                                       | Chard Town                             | 1–2   | Torpoint Athletic         | 106      |
| 203                                                       | Willand Rovers                         | 0–1   | Barnstaple Town           | 100      |
| 204                                                       | Buckland Athletic                      | 4–0   | Ilfracombe Town           | 81       |

† – Sau hiệp phụ

## Vòng Sơ loại
Kết quả như sau:
| Thứ tự                                                                                          | Đội nhà (Bốc thăm)         | Tỷ số | Đội khách (Bốc thăm)                    | Khán giả |
| ----------------------------------------------------------------------------------------------- | -------------------------- | ----- | --------------------------------------- | -------- |
| 1                                                                                               | Newcastle Benfield         | 1–1   | South Shields                           | 104      |
| đấu lại                                                                                         | South Shields              | 0–3   | Newcastle Benfield                      | 104      |
| 2                                                                                               | Dunston UTS                | 4–0   | Durham City                             | 262      |
| 3                                                                                               | Spennymoor Town            | 1–0   | Sunderland Ryhope Community Association | 182      |
| 4                                                                                               | Guisborough Town           | 0–1   | Shildon                                 | 182      |
| 5                                                                                               | Bedlington Terriers        | 6–0   | Billingham Town                         | 150      |
| 6                                                                                               | Whitley Bay                | 2–0   | Marske United                           | 524      |
| 7                                                                                               | Hebburn Town               | 2–2   | Whitehaven                              | 67       |
| đấu lại                                                                                         | Whitehaven                 | 2–4   | Hebburn Town                            | 49       |
| 8                                                                                               | Penrith                    | 3–2   | Billingham Synthonia                    | 135      |
| 9                                                                                               | Ashington                  | 2–1   | Northallerton Town                      | 176      |
| 10                                                                                              | Wakefield                  | 1–0   | Thackley                                | 117      |
| 11                                                                                              | Liversedge                 | 2–2   | Pickering Town                          | 130      |
| đấu lại                                                                                         | Pickering Town             | 3–3 † | Liversedge                              | 137      |
| Pickering Town thắng 5–4 trong loạt sút luân lưu                                                |                            |       |                                         |          |
| 12                                                                                              | Armthorpe Welfare          | 2–0   | Brigg Town                              | 81       |
| 13                                                                                              | Silsden                    | 1–1   | Harrogate Railway Athletic              | 161      |
| đấu lại                                                                                         | Harrogate Railway Athletic | 2–0   | Silsden                                 | 79       |
| 14                                                                                              | Pontefract Collieries      | 2–3   | Tadcaster Albion                        | 90       |
| 15                                                                                              | Garforth Town              | 3–2   | Sheffield                               | 162      |
| 16                                                                                              | Ossett Town                | 0–0   | Glasshoughton Welfare                   | 98       |
| đấu lại                                                                                         | Glasshoughton Welfare      | 1–3   | Ossett Town                             | 72       |
| 17                                                                                              | Scarborough Athletic       | 2–2   | Barton Town Old Boys                    | 498      |
| đấu lại                                                                                         | Barton Town Old Boys       | 0–1   | Scarborough Athletic                    | 246      |
| 18                                                                                              | Goole                      | 1–1   | Staveley Miners Welfare                 | 134      |
| đấu lại                                                                                         | Staveley Miners Welfare    | 3–1   | Goole                                   | 140      |
| 19                                                                                              | Parkgate                   | 2–2   | Hall Road Rangers                       | 84       |
| đấu lại                                                                                         | Hall Road Rangers          | 2–0   | Parkgate                                |          |
| Quyền đi tiếp cho Parkgate – Hall Road Rangers bị loại vì đưa vào sân một cầu thủ không hợp lệ. |                            |       |                                         |          |
| 20                                                                                              | AFC Blackpool              | 1–1   | AFC Fylde                               | 283      |
| đấu lại                                                                                         | AFC Fylde                  | 3–2   | AFC Blackpool                           | 156      |
| 21                                                                                              | Ramsbottom United          | 2–1   | Salford City                            | 345      |
| 22                                                                                              | Trafford                   | 3–0   | Cheadle Town                            | 167      |
| 23                                                                                              | Ossett Albion              | 0–6   | Witton Albion                           | 215      |
| 24                                                                                              | Cammell Laird              | 3–1   | Atherton Laburnum Rovers                | 79       |
| 25                                                                                              | Clitheroe                  | 4–0   | Skelmersdale United                     | 285      |
| 26                                                                                              | Prescot Cables             | 0–2   | Warrington Town                         | 263      |
| 27                                                                                              | Mossley                    | 0–0   | Runcorn Linnets                         | 228      |
| đấu lại                                                                                         | Runcorn Linnets            | 4–0   | Mossley                                 | 269      |
| 28                                                                                              | Formby                     | 1–4   | Lancaster City                          | 142      |
| 29                                                                                              | Squires Gate               | 1–0   | Atherton Collieries                     | 65       |
| 30                                                                                              | Curzon Ashton              | 1–1   | Bamber Bridge                           | 135      |
| đấu lại                                                                                         | Bamber Bridge              | 3–2   | Curzon Ashton                           | 120      |
| 31                                                                                              | Woodley Sports             | 3–1   | Bootle                                  | 76       |
| 32                                                                                              | Radcliffe Borough          | 3–0   | Holker Old Boys                         | 88       |
| 33                                                                                              | Maine Road                 | 0–0   | Ashton Athletic                         | 110      |
| đấu lại                                                                                         | Ashton Athletic            | 2–3   | Maine Road                              | 58       |
| 34                                                                                              | Congleton Town             | 0–6   | Runcorn Town                            | 148      |
| 35                                                                                              | Deeping Rangers            | 2–1   | Belper Town                             | 124      |
| 36                                                                                              | New Mills                  | 3–2   | Rainworth Miners Welfare                | 148      |
| 37                                                                                              | Arnold Town                | 5–1   | Lincoln United                          | 91       |
| 38                                                                                              | Grantham Town              | 1–0   | Stamford                                | 240      |
| 39                                                                                              | Gresley                    | 1–1   | Shirebrook Town                         | 303      |
| đấu lại                                                                                         | Shirebrook Town            | 2–3 † | Gresley                                 | 166      |
| 40                                                                                              | Hucknall Town              | 0–0   | Holbeach United                         | 180      |
| đấu lại                                                                                         | Holbeach United            | 1–3 † | Hucknall Town                           | 226      |
| 41                                                                                              | Borrowash Victoria         | 1–3   | Carlton Town                            | 132      |
| 42                                                                                              | Holbrook Sports            | 1–3   | Louth Town                              | 42       |
| 43                                                                                              | Heanor Town                | 2–1   | Boston Town                             | 133      |
| 44                                                                                              | Castle Vale                | 1–1   | AFC Wulfrunians                         | 54       |
| đấu lại                                                                                         | AFC Wulfrunians            | 3–3 † | Castle Vale                             | 46       |
| AFC Wulfrunians thắng 5–4 trong loạt sút luân lưu                                               |                            |       |                                         |          |
| 45                                                                                              | Causeway United            | 3–4   | Leek Town                               | 150      |
| 46                                                                                              | Newcastle Town             | 6–2   | Studley                                 | 94       |
| 47                                                                                              | Stourport Swifts           | 1–1   | Stone Dominoes                          | 84       |
| đấu lại                                                                                         | Stone Dominoes             | 2–1   | Stourport Swifts                        | 58       |
| 48                                                                                              | Alvechurch                 | 1–1   | Eccleshall                              | 90       |
| đấu lại                                                                                         | Eccleshall                 | 2–3   | Alvechurch                              | 90       |
| 49                                                                                              | Bedworth United            | 2–1   | Sutton Coldfield Town                   | 220      |
| 50                                                                                              | Rugby Town                 | 0–0   | Gornal Athletic                         | 311      |
| đấu lại                                                                                         | Gornal Athletic            | 4–3   | Rugby Town                              | 100      |
| 51                                                                                              | Kidsgrove Athletic         | 5–1   | Atherstone Town                         | 196      |
| 52                                                                                              | Rocester                   | 2–1   | Halesowen Town                          | 189      |
| 53                                                                                              | Stratford Town             | 2–1   | Coventry Sphinx                         | 244      |
| 54                                                                                              | Market Drayton Town        | 0–2   | Bewdley Town                            | 102      |
| 55                                                                                              | Continental Star           | 1–2   | Bridgnorth Town                         | 51       |
| 56                                                                                              | Romulus                    | 3–1   | Norton United                           | 70       |
| 57                                                                                              | Tipton Town                | 4–1   | Highgate United                         | 95       |
| 58                                                                                              | Boldmere St. Michaels      | 2–2   | Coleshill Town                          | 129      |
| đấu lại                                                                                         | Coleshill Town             | 0–1   | Boldmere St. Michaels                   | 52       |
| 59                                                                                              | Shepshed Dynamo            | 0–0   | Thrapston Town                          | 107      |
| đấu lại                                                                                         | Thrapston Town             | 2–1   | Shepshed Dynamo                         | 86       |
| 60                                                                                              | Rothwell Town              | 2–7   | Barrow Town                             | 86       |
| 61                                                                                              | Thurnby Nirvana            | 2–0   | St Neots Town                           | 92       |
| 62                                                                                              | Cogenhoe United            | 1–2   | Loughborough Dynamo                     | 103      |
| 63                                                                                              | Rothwell Corinthians       | 2–5   | Long Buckby                             | 76       |
| 64                                                                                              | Woodford United            | 0–0   | Daventry Town                           | 190      |
| đấu lại                                                                                         | Daventry Town              | 5–0   | Woodford United                         | 85       |
| 65                                                                                              | Quorn                      | 0–0   | Oadby Town                              | 155      |
| đấu lại                                                                                         | Oadby Town                 | 0–1 † | Quorn                                   | 153      |
| 66                                                                                              | Loughborough University    | 4–1   | Godmanchester Rovers                    | 57       |
| 67                                                                                              | Coalville Town             | 3–4   | Daventry United                         | 212      |
| 68                                                                                              | Bugbrooke St Michaels      | 1–2   | Huntingdon Town                         | 95       |
| 69                                                                                              | Leiston                    | 5–0   | FC Clacton                              | 147      |
| 70                                                                                              | Needham Market             | 4–1   | Felixstowe & Walton United              | 237      |
| 71                                                                                              | Haverhill Rovers           | 3–2   | Brantham Athletic                       | 154      |
| 72                                                                                              | Ely City                   | 1–1   | Walsham-le-Willows                      | 111      |
| đấu lại                                                                                         | Walsham-le-Willows         | 1–2   | Ely City                                | 75       |
| 73                                                                                              | King's Lynn Town           | 2–1   | Soham Town Rangers                      | 853      |
| 74                                                                                              | March Town United          | 1–1   | Wisbech Town                            | 1,109    |
| đấu lại                                                                                         | Wisbech Town               | 3–2   | March Town United                       | 830      |
| 75                                                                                              | Hadleigh United            | 1–4   | Heybridge Swifts                        | 122      |
| 76                                                                                              | St. Ives Town              | 0–0   | AFC Sudbury                             | 223      |
| đấu lại                                                                                         | AFC Sudbury                | 3–2 † | St. Ives Town                           | 199      |
| 77                                                                                              | Maldon & Tiptree           | 9–0   | Ipswich Wanderers                       | 67       |
| 78                                                                                              | Wroxham                    | 1–0   | Long Melford                            | 116      |
| 79                                                                                              | Gorleston                  | 2–0   | Harlow Town                             | 144      |
| 80                                                                                              | Burnham Ramblers           | 3–3   | Hertford Town                           | 100      |
| đấu lại                                                                                         | Hertford Town              | 2–2 † | Burnham Ramblers                        | 76       |
| Hertford Town thắng 3–2 trong loạt sút luân lưu                                                 |                            |       |                                         |          |
| 81                                                                                              | AFC Dunstable              | 2–3   | Grays Athletic                          | 196      |

| Thứ tự                                                                                          | Đội nhà (Bốc thăm)             | Tỷ số | Đội khách (Bốc thăm)                   | Khán giả |
| ----------------------------------------------------------------------------------------------- | ------------------------------ | ----- | -------------------------------------- | -------- |
| 82                                                                                              | Dunstable Town                 | 1–1   | Bethnal Green United                   | 110      |
| đấu lại                                                                                         | Bethnal Green United           | 0–3   | Dunstable Town                         | 41       |
| 83                                                                                              | Romford                        | 3–2   | Royston Town                           | 191      |
| 84                                                                                              | Potters Bar Town               | 1–3   | Broxbourne Borough V&E                 | 81       |
| 85                                                                                              | Stotfold                       | 2–1   | Enfield Town                           | 168      |
| 86                                                                                              | Tilbury                        | 3–1   | Biggleswade United                     | 89       |
| 87                                                                                              | Hatfield Town                  | 1–1   | Enfield                                | 78       |
| đấu lại                                                                                         | Enfield                        | 1–2   | Hatfield Town                          | 65       |
| 88                                                                                              | Great Wakering Rovers          | 1–1   | Oxhey Jets                             | 70       |
| đấu lại                                                                                         | Oxhey Jets                     | 1–0   | Great Wakering Rovers                  | 93       |
| 89                                                                                              | Haringey Borough               | 0–1   | Berkhamsted                            | 77       |
| 90                                                                                              | Cheshunt                       | 0–0   | Southend Manor                         | 139      |
| đấu lại                                                                                         | Southend Manor                 | 4–2   | Cheshunt                               | 70       |
| 91                                                                                              | Waltham Forest                 | 1–1   | Ilford                                 | 55       |
| đấu lại                                                                                         | Ilford                         | 2–3 † | Waltham Forest                         | 57       |
| 92                                                                                              | Waltham Abbey                  | 6–1   | Ware                                   | 108      |
| 93                                                                                              | Colney Heath                   | 0–1   | Brentwood Town                         | 74       |
| 94                                                                                              | Barton Rovers                  | 3–0   | Witham Town                            | 155      |
| 95                                                                                              | Stansted                       | 4–0   | London All People's Sports Association | 90       |
| 96                                                                                              | Cockfosters                    | 1–2   | Redbridge                              |          |
| 97                                                                                              | Biggleswade Town               | 5–5   | Haringey & Waltham Development         | 107      |
| đấu lại                                                                                         | Haringey & Waltham Development | 1–2   | Biggleswade Town                       | 60       |
| 98                                                                                              | Newport Pagnell Town           | 1–1   | Thame United                           | 132      |
| đấu lại                                                                                         | Thame United                   | 1–1 † | Newport Pagnell Town                   | 79       |
| Thame United thắng 4–2 trong loạt sút luân lưu                                                  |                                |       |                                        |          |
| 99                                                                                              | Wokingham & Emmbrook           | 3–0   | Kidlington                             | 101      |
| 100                                                                                             | Bedfont Sports                 | 1–1   | Hanworth Villa                         | 250      |
| đấu lại                                                                                         | Hanworth Villa                 | 2–0   | Bedfont Sports                         | 193      |
| 101                                                                                             | Beaconsfield SYCOB             | 2–1   | Northwood                              | 122      |
| 102                                                                                             | Abingdon Town                  | 2–2   | Didcot Town                            | 100      |
| đấu lại                                                                                         | Didcot Town                    | 3–2   | Abingdon Town                          | 106      |
| 103                                                                                             | Slough Town                    | 3–1   | Binfield                               | 291      |
| 104                                                                                             | Wantage Town                   | 1–2   | Abingdon United                        | 98       |
| 105                                                                                             | Leighton Town                  | 2–0   | Uxbridge                               | 126      |
| 106                                                                                             | Aylesbury United               | 0–0   | North Leigh                            | 171      |
| đấu lại                                                                                         | North Leigh                    | 4–2   | Aylesbury United                       | 104      |
| 107                                                                                             | Wembley                        | 1–1   | Ardley United                          | 87       |
| đấu lại                                                                                         | Ardley United                  | 1–2   | Wembley                                | 80       |
| 108                                                                                             | AFC Hayes                      | 4–2   | Tring Athletic                         | 79       |
| 109                                                                                             | Chalfont St. Peter             | 4–2   | Aylesbury                              | 119      |
| 110                                                                                             | Burnham                        | 2–1   | Ashford Town                           | 103      |
| 111                                                                                             | North Greenford United         | 2–1   | Bedfont Town                           | 45       |
| 112                                                                                             | Staines Lammas                 | 2–2   | Harefield United                       | 94       |
| đấu lại                                                                                         | Harefield United               | 0–2   | Staines Lammas                         | 56       |
| 113                                                                                             | Marlow                         | 1–0   | Thatcham Town                          | 132      |
| 114                                                                                             | Chatham Town                   | 1–0   | Croydon Athletic                       | 164      |
| 115                                                                                             | Badshot Lea                    | 0–1   | Chertsey Town                          | 79       |
| 116                                                                                             | Folkestone Invicta             | 2–2   | Whyteleafe                             | 211      |
| đấu lại                                                                                         | Whyteleafe                     | 1–2   | Folkestone Invicta                     | 90       |
| 117                                                                                             | Corinthian                     | 0–9   | Maidstone United                       | 231      |
| 118                                                                                             | Walton & Hersham               | 3–1   | Tunbridge Wells                        | 124      |
| 119                                                                                             | Thamesmead Town                | 3–0   | Burgess Hill Town                      | 47       |
| 120                                                                                             | Lingfield                      | 4–1   | Fisher                                 | 124      |
| 121                                                                                             | Crawley Down                   | 2–1   | Farnham Town                           | 55       |
| 122                                                                                             | Erith & Belvedere              | 4–1   | Selsey                                 | 92       |
| 123                                                                                             | Merstham                       | 1–1   | Egham Town                             | 113      |
| đấu lại                                                                                         | Egham Town                     | 2–3   | Merstham                               | 54       |
| 124                                                                                             | Dulwich Hamlet                 | 2–0   | Eastbourne Town                        | 288      |
| 125                                                                                             | Sittingbourne                  | 2–1   | Peacehaven & Telscombe                 | 117      |
| 126                                                                                             | Whitstable Town                | 1–3   | Worthing                               | 173      |
| 127                                                                                             | Epsom & Ewell                  | 1–2   | Chipstead                              | 107      |
| 128                                                                                             | Banstead Athletic              | 3–1   | Arundel                                | 65       |
| 129                                                                                             | Whitehawk                      | 0–0   | Ramsgate                               | 118      |
| đấu lại                                                                                         | Ramsgate                       | 0–1   | Whitehawk                              | 88       |
| 130                                                                                             | Beckenham Town                 | 3–1   | Walton Casuals                         | 108      |
| 131                                                                                             | Chessington & Hook United      | 0–1   | Hythe Town                             | 97       |
| 132                                                                                             | Lordswood                      | 0–1   | VCD Athletic                           | 84       |
| 133                                                                                             | Bognor Regis Town              | 5–1   | Camberley Town                         | 427      |
| 134                                                                                             | Shoreham                       | 1–0   | Lancing                                | 145      |
| 135                                                                                             | Herne Bay                      | 3–0   | Deal Town                              | 196      |
| 136                                                                                             | Horley Town                    | 3–1   | Corinthian-Casuals                     | 73       |
| 137                                                                                             | Raynes Park Vale               | 0–1   | Faversham Town                         | 71       |
| 138                                                                                             | Sevenoaks Town                 | 1–3   | Redhill                                | 53       |
| 139                                                                                             | Erith Town                     | 2–0   | South Park                             | 40       |
| 140                                                                                             | Totton & Eling                 | 1–2   | Bournemouth                            | 42       |
| 141                                                                                             | Sholing                        | 9–1   | Newbury                                | 117      |
| 142                                                                                             | Shrewton United                | 0–1   | Hungerford Town                        | 114      |
| 143                                                                                             | Fleet Town                     | 4–3   | Alton Town                             | 142      |
| 144                                                                                             | Wimborne Town                  | 1–2   | Godalming Town                         | 263      |
| 145                                                                                             | Whitchurch United              | 2–1   | Brading Town                           | 78       |
| 146                                                                                             | AFC Portchester                | 2–2   | Newport (Isle of Wight)                | 507      |
| đấu lại                                                                                         | Newport (Isle of Wight)        | 2–1   | AFC Portchester                        | 128      |
| 147                                                                                             | Moneyfields                    | 2–1   | Gosport Borough                        | 201      |
| 148                                                                                             | Winchester City                | 1–3   | Blackfield & Langley                   | 100      |
| 149                                                                                             | Andover                        | w/o   | Poole Town                             | N/A      |
| Quyền đi tiếp cho Poole Town – Andover giải thể                                                 |                                |       |                                        |          |
| 150                                                                                             | Alresford Town                 | 1–4   | Hartley Wintney                        | 63       |
| 151                                                                                             | Lymington Town                 | 1–1   | Brockenhurst                           | 103      |
| đấu lại                                                                                         | Brockenhurst                   | 2–1   | Lymington Town                         | 70       |
| 152                                                                                             | Horndean                       | 3–1   | Bridport                               | 100      |
| 153                                                                                             | Yate Town                      | 10–1  | Melksham Town                          | 123      |
| 154                                                                                             | Merthyr Town                   | 1–0   | Longwell Green Sports                  | 289      |
| 155                                                                                             | Slimbridge                     | 1–2   | Cadbury Heath                          | 81       |
| 156                                                                                             | Fairford Town                  | 1–3   | Cinderford Town                        | 83       |
| 157                                                                                             | Shortwood United               | 1–1   | Bishop Sutton                          | 99       |
| đấu lại                                                                                         | Bishop Sutton                  | 4–1   | Shortwood United                       | 86       |
| 158                                                                                             | Paulton Rovers                 | 1–2   | Clevedon Town                          | 161      |
| 159                                                                                             | Mangotsfield United            | 1–0   | Hallen                                 | 187      |
| Quyền đi tiếp cho Hallen – Mangotsfield United bị loại vì đưa vào sân một cầu thủ không hợp lệ. |                                |       |                                        |          |
| 160                                                                                             | Larkhall Athletic              | 4–0   | Odd Down                               | 192      |
| 161                                                                                             | Bishop's Cleeve                | 0–1   | Wells City                             | 98       |
| 162                                                                                             | Radstock Town                  | 1–2   | Brislington                            | 50       |
| 163                                                                                             | St Blazey                      | 1–2   | Tavistock                              | 105      |
| 164                                                                                             | Barnstaple Town                | 1–2   | Bodmin Town                            | 125      |
| 165                                                                                             | Taunton Town                   | 1–1   | Buckland Athletic                      | 219      |
| đấu lại                                                                                         | Buckland Athletic              | 0–2   | Taunton Town                           | 176      |
| 166                                                                                             | Bideford                       | 4–0   | Tiverton Town                          | 289      |
| 167                                                                                             | Torpoint Athletic              | 2–5   | Bridgwater Town                        | 138      |

† – Sau hiệp phụ

## Vòng loại 1
Kết quả như sau:
| Thứ tự                                      | Đội nhà (Bốc thăm)       | Tỷ số | Đội khách (Bốc thăm)       | Khán giả |
| ------------------------------------------- | ------------------------ | ----- | -------------------------- | -------- |
| 1                                           | Spennymoor Town          | 2–1   | Dunston UTS                | 259      |
| 2                                           | Bedlington Terriers      | 4–0   | Newcastle Benfield         | 181      |
| 3                                           | Kendal Town              | 1–0   | Whitley Bay                | 289      |
| 4                                           | Hebburn Town             | 2–0   | Penrith                    | 83       |
| 5                                           | Shildon                  | 0–0   | Ashington                  | 157      |
| đấu lại                                     | Ashington                | 2–2 † | Shildon                    | 229      |
| Ashington thắng 5–3 trong loạt sút luân lưu |                          |       |                            |          |
| 6                                           | Armthorpe Welfare        | 1–1   | Stocksbridge Park Steels   | 115      |
| đấu lại                                     | Stocksbridge Park Steels | 3–1   | Armthorpe Welfare          | 86       |
| 7                                           | Garforth Town            | 0–2   | Frickley Athletic          | 170      |
| 8                                           | Pickering Town           | 2–2   | Staveley Miners Welfare    | 118      |
| đấu lại                                     | Staveley Miners Welfare  | 4–0   | Pickering Town             | 124      |
| 9                                           | Parkgate                 | 1–3   | Whitby Town                | 116      |
| 10                                          | Wakefield                | 4–0   | Ossett Town                | 102      |
| 11                                          | North Ferriby United     | 1–0   | Worksop Town               | 168      |
| 12                                          | Bradford Park Avenue     | 8–0   | Harrogate Railway Athletic | 265      |
| 13                                          | Tadcaster Albion         | 3–0   | Scarborough Athletic       | 472      |
| 14                                          | Ashton United            | 5–1   | Runcorn Town               | 100      |
| 15                                          | FC United of Manchester  | 1–1   | Woodley Sports             | 1,109    |
| đấu lại                                     | Woodley Sports           | 1–4   | FC United of Manchester    | 328      |
| 16                                          | Bamber Bridge            | 0–4   | Warrington Town            | 159      |
| 17                                          | Squires Gate             | 0–0   | Runcorn Linnets            | 179      |
| đấu lại                                     | Runcorn Linnets          | 1–0   | Squires Gate               | 325      |
| 18                                          | Ramsbottom United        | 1–2   | Nantwich Town              | 217      |
| 19                                          | Lancaster City           | 5–1   | Maine Road                 | 176      |
| 20                                          | AFC Fylde                | 1–1   | Chorley                    | 411      |
| đấu lại                                     | Chorley                  | 0–1   | AFC Fylde                  | 516      |
| 21                                          | Witton Albion            | 2–0   | Marine                     | 246      |
| 22                                          | Burscough                | 2–2   | Clitheroe                  | 137      |
| đấu lại                                     | Clitheroe                | 5–2   | Burscough                  | 184      |
| 23                                          | Cammell Laird            | 1–2   | Radcliffe Borough          | 65       |
| 24                                          | Trafford                 | 0–2   | Northwich Victoria         | 386      |
| 25                                          | Deeping Rangers          | 5–1   | New Mills                  | 137      |
| 26                                          | Louth Town               | 0–2   | Buxton                     | 335      |
| 27                                          | Grantham Town            | 2–0   | Arnold Town                | 201      |
| 28                                          | Mickleover Sports        | 4–2   | Gresley                    | 315      |
| 29                                          | Matlock Town             | 2–0   | Hucknall Town              | 356      |
| 30                                          | Carlton Town             | 1–0   | Heanor Town                | 109      |
| 31                                          | Romulus                  | 1–2   | Bridgnorth Town            | 101      |
| 32                                          | Evesham United           | 4–0   | Rocester                   | 104      |
| 33                                          | Leamington               | 5–0   | Boldmere St. Michaels      | 422      |
| 34                                          | Leek Town                | 2–0   | Tipton Town                | 281      |
| 35                                          | Kidsgrove Athletic       | 3–0   | Gornal Athletic            | 160      |
| 36                                          | Chasetown                | 6–2   | Alvechurch                 | 264      |
| 37                                          | Rushall Olympic          | 1–0   | Bedworth United            | 168      |
| 38                                          | Bewdley Town             | 1–2   | Stourbridge                | 301      |
| 39                                          | Redditch United          | 0–2   | Hednesford Town            | 348      |
| 40                                          | AFC Wulfrunians          | 2–3   | Stafford Rangers           | 304      |
| 41                                          | Newcastle Town           | 5–5   | Stratford Town             | 114      |
| đấu lại                                     | Stratford Town           | 6–2   | Newcastle Town             | 211      |
| 42                                          | Barwell                  | 3–2   | Stone Dominoes             | 118      |
| 43                                          | Thurnby Nirvana          | 1–1   | Barrow Town                | 87       |
| đấu lại                                     | Barrow Town              | 3–1   | Thurnby Nirvana            | 113      |
| 44                                          | Long Buckby              | 4–1   | Thrapston Town             | 70       |
| 45                                          | Huntingdon Town          | 1–3   | Daventry Town              | 161      |
| 46                                          | Quorn                    | 2–1   | Loughborough University    | 122      |
| 47                                          | Loughborough Dynamo      | 3–1   | Daventry United            | 103      |
| 48                                          | Cambridge City           | 2–2   | Maldon & Tiptree           | 266      |
| đấu lại                                     | Maldon & Tiptree         | 2–1   | Cambridge City             | 98       |
| 49                                          | Needham Market           | 1–1   | Ely City                   | 224      |
| đấu lại                                     | Ely City                 | 3–4 † | Needham Market             | 163      |
| 50                                          | Leiston                  | 0–1   | AFC Sudbury                | 283      |
| 51                                          | Bury Town                | 3–0   | Gorleston                  | 319      |
| 52                                          | Heybridge Swifts         | 1–2   | Lowestoft Town             | 198      |
| 53                                          | Wisbech Town             | 1–4   | Wroxham                    | 441      |
| 54                                          | King's Lynn Town         | 1–0   | Haverhill Rovers           | 836      |
| 55                                          | Tilbury                  | 1–2   | Arlesey Town               | 90       |
| 56                                          | Waltham Forest           | 2–0   | Hitchin Town               | 70       |
| 57                                          | St. Albans City          | 0–0   | Berkhamsted                | 351      |
| đấu lại                                     | Berkhamsted              | 0–3   | St. Albans City            | 306      |

| Thứ tự                                                 | Đội nhà (Bốc thăm)   | Tỷ số | Đội khách (Bốc thăm)     | Khán giả |
| ------------------------------------------------------ | -------------------- | ----- | ------------------------ | -------- |
| 58                                                     | Wingate & Finchley   | 0–3   | Redbridge                | 101      |
| 59                                                     | Barton Rovers        | 1–1   | Hatfield Town            | 110      |
| đấu lại                                                | Hatfield Town        | 2–1   | Barton Rovers            | 144      |
| 60                                                     | AFC Hornchurch       | 1–3   | Concord Rangers          | 235      |
| 61                                                     | Canvey Island        | 4–1   | Stansted                 | 259      |
| 62                                                     | Hemel Hempstead Town | 0–0   | Brentwood Town           | 245      |
| đấu lại                                                | Brentwood Town       | 0–0 † | Hemel Hempstead Town     | 104      |
| Hemel Hempstead Town thắng 4–2 trong loạt sút luân lưu |                      |       |                          |          |
| 63                                                     | Grays Athletic       | 1–2   | Aveley                   | 257      |
| 64                                                     | Hertford Town        | 0–1   | Oxhey Jets               | 164      |
| 65                                                     | East Thurrock United | 1–0   | Bedford Town             | 116      |
| 66                                                     | Biggleswade Town     | 3–1   | Waltham Abbey            | 140      |
| 67                                                     | Billericay Town      | 4–0   | Stotfold                 | 319      |
| 68                                                     | Dunstable Town       | 7–0   | Broxbourne Borough V&E   | 49       |
| 69                                                     | Southend Manor       | 4–2   | Romford                  | 139      |
| 70                                                     | Burnham              | 1–0   | Chalfont St. Peter       | 93       |
| 71                                                     | Leatherhead          | 5–1   | North Leigh              | 175      |
| 72                                                     | Chesham United       | 3–2   | Staines Lammas           | 237      |
| 73                                                     | Wokingham & Emmbrook | 1–2   | North Greenford United   | 178      |
| 74                                                     | Leighton Town        | 4–1   | Abingdon United          | 106      |
| 75                                                     | Oxford City          | 1–1   | Didcot Town              | 209      |
| đấu lại                                                | Didcot Town          | 0–3   | Oxford City              | 162      |
| 76                                                     | Banbury United       | 1–3   | Slough Town              | 349      |
| 77                                                     | AFC Hayes            | 0–3   | Hendon                   | 93       |
| 78                                                     | Harrow Borough       | 2–0   | Marlow                   | 113      |
| 79                                                     | Thame United         | 2–0   | Brackley Town            | 217      |
| 80                                                     | Hanworth Villa       | 1–0   | Wembley                  | 106      |
| 81                                                     | Wealdstone           | 0–2   | Beaconsfield SYCOB       | 266      |
| 82                                                     | Carshalton Athletic  | 3–0   | Faversham Town           | 211      |
| 83                                                     | Herne Bay            | 2–3   | Erith Town               | 222      |
| 84                                                     | Margate              | 3–0   | Tooting & Mitcham United | 340      |
| 85                                                     | Chertsey Town        | 4–1   | Lewes                    | 212      |
| 86                                                     | Hastings United      | 0–3   | Cray Wanderers           | 201      |
| 87                                                     | Bognor Regis Town    | 1–0   | Sittingbourne            | 402      |
| 88                                                     | Beckenham Town       | 4–2   | Metropolitan Police      | 82       |
| 89                                                     | Chatham Town         | 0–1   | Worthing                 | 234      |
| 90                                                     | Banstead Athletic    | 1–9   | Maidstone United         | 162      |
| 91                                                     | Merstham             | 2–1   | Walton & Hersham         | 113      |
| 92                                                     | Crawley Down         | 0–2   | VCD Athletic             | 75       |
| 93                                                     | Horley Town          | 0–4   | Dulwich Hamlet           | 115      |
| 94                                                     | Chipstead            | 3–1   | Redhill                  | 106      |
| 95                                                     | Shoreham             | 0–3   | Thamesmead Town          | 101      |
| 96                                                     | Hythe Town           | 5–2   | Erith & Belvedere        | 215      |
| 97                                                     | Folkestone Invicta   | 0–3   | Whitehawk                | 237      |
| 98                                                     | Horsham              | 2–2   | Lingfield                | 237      |
| đấu lại                                                | Lingfield            | 2–4 † | Horsham                  | 214      |
| 99                                                     | Hungerford Town      | 3–1   | Horndean                 | 78       |
| 100                                                    | Whitchurch United    | 2–0   | Brockenhurst             | 200      |
| 101                                                    | Sholing              | 2–1   | Blackfield & Langley     | 144      |
| 102                                                    | Poole Town           | 3–0   | Kingstonian              | 507      |
| 103                                                    | Bournemouth          | 2–1   | Newport (Isle of Wight)  | 65       |
| 104                                                    | Hartley Wintney      | 1–0   | Bashley                  | 155      |
| 105                                                    | AFC Totton           | 2–0   | Fleet Town               | 394      |
| 106                                                    | Godalming Town       | 1–1   | Moneyfields              | 178      |
| đấu lại                                                | Moneyfields          | 1–3   | Godalming Town           | 290      |
| 107                                                    | Chippenham Town      | 3–0   | Wells City               | 273      |
| Quyền đi tiếp cho Wells City – Chippenham Town bị loại |                      |       |                          |          |
| 108                                                    | Merthyr Town         | 1–1   | Cinderford Town          | 309      |
| đấu lại                                                | Cinderford Town      | 2–0 † | Merthyr Town             | 157      |
| 109                                                    | Yate Town            | 1–0   | Larkhall Athletic        | 140      |
| 110                                                    | Swindon Supermarine  | 3–2   | Cirencester Town         | 183      |
| 111                                                    | Hallen               | 2–2   | Frome Town               | 91       |
| đấu lại                                                | Frome Town           | 1–1 † | Hallen                   | 192      |
| Frome Town thắng 4–2 trong loạt sút luân lưu           |                      |       |                          |          |
| 112                                                    | Clevedon Town        | 3–2   | Brislington              | 127      |
| 113                                                    | Bishop Sutton        | 0–4   | Cadbury Heath            | 84       |
| 114                                                    | Bideford             | 2–1   | Bridgwater Town          | 262      |
| 115                                                    | Weymouth             | 0–0   | Taunton Town             | 367      |
| đấu lại                                                | Taunton Town         | 1–3   | Weymouth                 | 270      |
| 116                                                    | Tavistock            | 1–3   | Bodmin Town              | 94       |

† – Sau hiệp phụ

## Vòng loại 2
Lễ bốc thăm Vòng loại diễn ra vào ngày 19 tháng 9 năm 2011. Các đội từ Conference North và Conference South bắt đầu tham gia từ vòng này. Kết quả như sau:
| Thứ tự  | Đội nhà (Bốc thăm)       | Tỷ số | Đội khách (Bốc thăm)       | Khán giả |
| ------- | ------------------------ | ----- | -------------------------- | -------- |
| 1       | Northwich Victoria       | 1–2   | Nantwich Town              | 542      |
| 2       | Stalybridge Celtic       | 1–2   | Guiseley                   | 462      |
| 3       | Workington               | 1–2   | Droylsden                  | 316      |
| 4       | FC Halifax Town          | 2–1   | Tadcaster Albion           | 1,002    |
| 5       | Wakefield                | 1–4   | Kendal Town                | 98       |
| 6       | Stocksbridge Park Steels | 3–1   | Colwyn Bay                 | 128      |
| 7       | Clitheroe                | 1–3   | Radcliffe Borough          | 203      |
| 8       | Staveley Miners Welfare  | 0–3   | Hyde                       | 320      |
| 9       | Blyth Spartans           | 2–1   | Bedlington Terriers        | 835      |
| 10      | Ashton United            | 0–3   | Spennymoor Town            | 324      |
| 11      | AFC Fylde                | 2–2   | Gainsborough Trinity       | 282      |
| đấu lại | Gainsborough Trinity     | 2–1 † | AFC Fylde                  | 525      |
| 12      | Hebburn Town             | 1–0   | Runcorn Linnets            | 170      |
| 13      | FC United of Manchester  | 0–1   | Lancaster City             | 1,147    |
| 14      | Bradford Park Avenue     | 3–1   | Warrington Town            | 268      |
| 15      | Whitby Town              | 2–1   | North Ferriby United       | 253      |
| 16      | Frickley Athletic        | 1–1   | Harrogate Town             | 285      |
| đấu lại | Harrogate Town           | 1–2   | Frickley Athletic          | 274      |
| 17      | Altrincham               | 0–2   | Witton Albion              | 628      |
| 18      | Ashington                | 3–3   | Vauxhall Motors            | 444      |
| đấu lại | Vauxhall Motors          | 0–1   | Ashington                  | 221      |
| 19      | Histon                   | 1–1   | Corby Town                 | 427      |
| đấu lại | Corby Town               | 3–1   | Histon                     | 642      |
| 20      | Mickleover Sports        | 1–4   | Barrow Town                | 230      |
| 21      | Stafford Rangers         | 2–4   | Stratford Town             | 438      |
| 22      | Deeping Rangers          | 0–2   | Leek Town                  | 225      |
| 23      | Buxton                   | 1–2   | Rushall Olympic            | 238      |
| 24      | Matlock Town             | 1–3   | Hinckley United            | 411      |
| 25      | Eastwood Town            | 0–3   | Evesham United             | 222      |
| 26      | Barwell                  | 0–2   | Stourbridge                | 236      |
| 27      | Chasetown                | 1–2   | Grantham Town              | 326      |
| 28      | Bridgnorth Town          | 0–2   | Long Buckby                | 201      |
| 29      | Carlton Town             | 0–1   | Hednesford Town            | 201      |
| 30      | Daventry Town            | 2–1   | Leamington                 | 551      |
| 31      | Needham Market           | 0–3   | Nuneaton Town              | 319      |
| 32      | Solihull Moors           | 2–0   | Loughborough Dynamo        | 152      |
| 33      | Boston United            | 0–0   | Kidsgrove Athletic         | 817      |
| đấu lại | Kidsgrove Athletic       | 2–0   | Boston United              | 280      |
| 34      | King's Lynn Town         | 4–2   | Quorn                      | 812      |
| 35      | Chipstead                | 0–3   | Billericay Town            | 175      |
| 36      | Oxhey Jets               | 1–2   | Hendon                     | 376      |
| 37      | Hanworth Villa           | 1–0   | Aveley                     | 196      |
| 38      | Cray Wanderers           | 5–0   | Erith Town                 | 183      |
| 39      | Arlesey Town             | 6–2   | Hampton & Richmond Borough | 156      |
| 40      | Redbridge                | 1–0   | Bury Town                  | 120      |
| 41      | Slough Town              | 3–2   | Boreham Wood               | 277      |
| 42      | East Thurrock United     | 3–3   | St Albans City             | 181      |
| đấu lại | St Albans City           | 1–3   | East Thurrock United       | 250      |
| 43      | Southend Manor           | 4–2   | Chertsey Town              | 168      |
| 44      | Dover Athletic           | 3–0   | Carshalton Athletic        | 639      |

| Thứ tự  | Đội nhà (Bốc thăm)     | Tỷ số | Đội khách (Bốc thăm) | Khán giả |
| ------- | ---------------------- | ----- | -------------------- | -------- |
| 45      | North Greenford United | 2–1   | Hythe Town           | 107      |
| 46      | Chelmsford City        | 3–0   | Tonbridge Angels     | 653      |
| 47      | Sutton United          | 5–1   | Dulwich Hamlet       | 494      |
| 48      | Wroxham                | 2–2   | Concord Rangers      | 140      |
| đấu lại | Concord Rangers        | 1–2   | Wroxham              | 111      |
| 49      | Dartford               | 5–0   | Harrow Borough       | 803      |
| 50      | Margate                | 0–0   | Thamesmead Town      | 267      |
| đấu lại | Thamesmead Town        | 1–6   | Margate              | 141      |
| 51      | Bromley                | 2–1   | Welling United       | 716      |
| 52      | Leighton Town          | 3–0   | Hatfield Town        | 213      |
| 53      | Whitehawk              | 0–0   | Maldon & Tiptree     | 104      |
| đấu lại | Maldon & Tiptree       | 2–1   | Whitehawk            | 92       |
| 54      | Staines Town           | 0–0   | Beaconsfield SYCOB   | 213      |
| đấu lại | Beaconsfield SYCOB     | 0–2   | Staines Town         | 175      |
| 55      | Burnham                | 2–2   | Horsham              | 130      |
| đấu lại | Horsham                | 2–3   | Burnham              | 202      |
| 56      | Dunstable Town         | 2–1   | Chesham United       | 229      |
| 57      | Biggleswade Town       | 1–1   | Leatherhead          | 242      |
| đấu lại | Leatherhead            | 2–1   | Biggleswade Town     | 240      |
| 58      | Canvey Island          | 0–1   | Bishop's Stortford   | 316      |
| 59      | Waltham Forest         | 0–3   | Eastbourne Borough   | 175      |
| 60      | Maidstone United       | 2–3   | Bognor Regis Town    | 386      |
| 61      | Merstham               | 0–2   | AFC Sudbury          | 123      |
| 62      | Lowestoft Town         | 3–0   | Hemel Hempstead Town | 669      |
| 63      | VCD Athletic           | 2–2   | Thurrock             | 104      |
| đấu lại | Thurrock               | 1–0   | VCD Athletic         | 87       |
| 64      | Worthing               | 0–0   | Beckenham Town       | 349      |
| đấu lại | Beckenham Town         | 1–2   | Worthing             | 274      |
| 65      | Havant & Waterlooville | 4–1   | Sholing              | 370      |
| 66      | Frome Town             | 0–0   | Basingstoke Town     | 300      |
| đấu lại | Basingstoke Town       | 3–0   | Frome Town           | 262      |
| 67      | Thame United           | 1–3   | Oxford City          | 462      |
| 68      | Bournemouth            | 0–0   | Truro City           | 238      |
| đấu lại | Truro City             | 3–2   | Bournemouth          | 182      |
| 69      | Dorchester Town        | 0–1   | Weston-super-Mare    | 329      |
| 70      | Whitchurch United      | 0–2   | Gloucester City      | 400      |
| 71      | Wells City             | 0–7   | Woking               | 410      |
| 72      | Salisbury City         | 3–0   | Swindon Supermarine  | 598      |
| 73      | Yate Town              | 1–1   | Bodmin Town          | 154      |
| đấu lại | Bodmin Town            | 4–1   | Yate Town            | 300      |
| 74      | Godalming Town         | 2–1   | Worcester City       | 334      |
| 75      | Poole Town             | 4–0   | Cadbury Heath        | 382      |
| 76      | Eastleigh              | 3–1   | Cinderford Town      | 225      |
| 77      | Weymouth               | 3–3   | Hungerford Town      | 404      |
| đấu lại | Hungerford Town        | 1–3   | Weymouth             | 214      |
| 78      | Hartley Wintney        | 2–1   | Bideford             | 210      |
| 79      | Maidenhead United      | 1–1   | Farnborough          | 352      |
| đấu lại | Farnborough            | 2–3   | Maidenhead United    | 395      |
| 80      | Clevedon Town          | 1–2   | AFC Totton           | 140      |

## Vòng loại 3
Lễ bốc thăm Vòng loại 3 diễn ra vào ngày 3 tháng 10 năm 2011. Không có đội mới tham gia vào vòng này.
| Thứ tự  | Đội nhà (Bốc thăm)   | Tỷ số | Đội khách (Bốc thăm)     | Khán giả |
| ------- | -------------------- | ----- | ------------------------ | -------- |
| 1       | Nantwich Town        | 2–1   | Kendal Town              | 468      |
| 2       | Radcliffe Borough    | 2–4   | Hebburn Town             | 215      |
| 3       | Lancaster City       | 0–3   | FC Halifax Town          | 646      |
| 4       | Whitby Town          | 1–2   | Blyth Spartans           | 506      |
| 5       | Gainsborough Trinity | 2–0   | Frickley Athletic        | 644      |
| 6       | Hyde                 | 0–1   | Bradford Park Avenue     | 560      |
| 7       | Ashington            | 1–0   | Guiseley                 | 730      |
| 8       | Witton Albion        | 3–1   | Spennymoor Town          | 512      |
| 9       | Droylsden            | 4–1   | Stocksbridge Park Steels | 230      |
| 10      | King's Lynn Town     | 3–2   | Stratford Town           | 866      |
| 11      | Daventry Town        | 1–2   | Nuneaton Town            | 605      |
| 12      | Hednesford Town      | 2–4   | Corby Town               | 602      |
| 13      | Kidsgrove Athletic   | 2–1   | Long Buckby              | 343      |
| 14      | Hinckley United      | 3–3   | Leek Town                | 436      |
| đấu lại | Leek Town            | 1-2   | Hinckley United          | 488      |
| 15      | Solihull Moors       | 3–2   | Grantham Town            | 308      |
| 16      | Barrow Town          | 0–3   | Rushall Olympic          | 318      |
| 17      | Stourbridge          | 5–0   | Evesham United           | 518      |
| 18      | Billericay Town      | 0–3   | Leatherhead              | 384      |
| 19      | Worthing             | 0–2   | Staines Town             | 466      |
| 20      | Redbridge            | 3–0   | Dunstable Town           | 114      |
| 21      | Eastbourne Borough   | 1–0   | AFC Sudbury              | 529      |

| Thứ tự  | Đội nhà (Bốc thăm)     | Tỷ số | Đội khách (Bốc thăm)   | Khán giả |
| ------- | ---------------------- | ----- | ---------------------- | -------- |
| 22      | Lowestoft Town         | 2–5   | Chelmsford City        | 1,065    |
| 23      | Cray Wanderers         | 1–2   | Dartford               | 690      |
| 24      | Maldon & Tiptree       | 1–3   | Hendon                 | 159      |
| 25      | Thurrock               | 0–0   | Arlesey Town           | 73       |
| đấu lại | Arlesey Town           | 4-1   | Thurrock               | 136      |
| 26      | Burnham                | 2–5   | Bishop's Stortford     | 182      |
| 27      | Slough Town            | 2–2   | Hanworth Villa         | 525      |
| đấu lại | Hanworth Villa         | 3-1   | Slough Town            | 592      |
| 28      | East Thurrock United   | 3–3   | North Greenford United | 123      |
| đấu lại | North Greenford United | 0-3   | East Thurrock United   | 102      |
| 29      | Dover Athletic         | 3–1   | Wroxham                | 628      |
| 30      | Margate                | 2–3   | Bromley                | 515      |
| 31      | Southend Manor         | 5–0   | Leighton Town          | 309      |
| 32      | Sutton United          | 4–0   | Bognor Regis Town      | 622      |
| 33      | Basingstoke Town       | 4–0   | Hartley Wintney        | 577      |
| 34      | Bodmin Town            | 1–1   | Godalming Town         | 300      |
| đấu lại | Godalming Town         | 5-1   | Bodmin Town            | 360      |
| 35      | Gloucester City        | 7–2   | Truro City             | 385      |
| 36      | AFC Totton             | 4–2   | Weymouth               | 712      |
| 37      | Eastleigh              | 1–3   | Oxford City            | 325      |
| 38      | Salisbury City         | 6–1   | Poole Town             | 961      |
| 39      | Weston-super-Mare      | 3–2   | Havant & Waterlooville | 333      |
| 40      | Maidenhead United      | 4–1   | Woking                 | 625      |

## Vòng loại 4
Lễ bốc thăm Vòng loại 4 diễn ra vào ngày 29 tháng 10. Các đôi bóng ở Conference National bắt đầu tham gia từ vòng này.
| Thứ tự  | Đội nhà (Bốc thăm)     | Tỷ số | Đội khách (Bốc thăm)   | Khán giả |
| ------- | ---------------------- | ----- | ---------------------- | -------- |
| 1       | Tamworth               | 2–1   | King's Lynn Town       | 966      |
| 2       | Droylsden              | 0–0   | Blyth Spartans         | 393      |
| đấu lại | Blyth Spartans         | 2–1   | Droylsden              | 679      |
| 3       | Stourbridge            | 5–0   | Rushall Olympic        | 720      |
| 4       | Kidsgrove Athletic     | 0–2   | Bradford Park Avenue   | 1,140    |
| 5       | Gateshead              | 3–0   | Hebburn Town           | 1,198    |
| 6       | Grimsby Town           | 5–0   | Ashington              | 1,540    |
| 7       | Wrexham                | 2–1   | York City              | 2,252    |
| 8       | Mansfield Town         | 1–1   | Fleetwood Town         | 1,725    |
| đấu lại | Fleetwood Town         | 5–0   | Mansfield Town         | 1,162    |
| 9       | Nantwich Town          | 1–0   | Nuneaton Town          | 1,011    |
| 10      | Alfreton Town          | 1–1   | Lincoln City           | 1,000    |
| đấu lại | Lincoln City           | 1–2   | Alfreton Town          | 1,728    |
| 11      | AFC Telford United     | 5–0   | Gainsborough Trinity   | 1,075    |
| 12      | Southport              | 1–0   | Stockport County       | 1,358    |
| 13      | Solihull Moors         | 0–1   | FC Halifax Town        | 551      |
| 14      | Kidderminster Harriers | 0–0   | Corby Town             | 1,281    |
| đấu lại | Corby Town             | 4-1   | Kidderminster Harriers | 1,026    |
| 15      | Darlington             | 1–1   | Hinckley United        | 1,175    |
| đấu lại | Hinckley United        | 3–0   | Darlington             | 837      |

| Thứ tự  | Đội nhà (Bốc thăm)     | Tỷ số | Đội khách (Bốc thăm) | Khán giả |
| ------- | ---------------------- | ----- | -------------------- | -------- |
| 16      | Witton Albion          | 1–4   | Barrow               | 860      |
| 17      | Dover Athletic         | 0–1   | Bath City            | 922      |
| 18      | Bishop's Stortford     | 1–2   | Salisbury City       | 501      |
| 19      | Eastbourne Borough     | 1–2   | East Thurrock United | 603      |
| 20      | Chelmsford City        | 1–1   | Gloucester City      | 928      |
| đấu lại | Gloucester City        | 0–1   | Chelmsford City      | 490      |
| 21      | Hayes & Yeading United | 2–6   | Cambridge United     | 452      |
| 22      | Godalming Town         | 0–5   | Maidenhead United    | 703      |
| 23      | Sutton United          | 3–3   | Leatherhead          | 882      |
| đấu lại | Leatherhead            | 2–3 † | Sutton United        | 940      |
| 24      | Weston-super-Mare      | 2–3   | Oxford City          | 630      |
| 25      | AFC Totton             | 3–2   | Hanworth Villa       | 764      |
| 26      | Basingstoke Town       | 2–1   | Staines Town         | 545      |
| 27      | Arlesey Town           | 2–1   | Forest Green Rovers  | 343      |
| 28      | Dartford               | 1–2   | Bromley              | 1,567    |
| 29      | Luton Town             | 5–1   | Hendon               | 2,329    |
| 30      | Kettering Town         | 3–1   | Southend Manor       | 987      |
| 31      | Redbridge              | 2–0   | Ebbsfleet United     | 442      |
| 32      | Newport County         | 4–3   | Braintree Town       | 1,234    |

† – Sau hiệp phụ

## Cúp FA 2011-12
Các đội chiến thắng ở Vòng loại 4 sẽ bước vào Vòng 1, nơi các đội League One (Cấp độ 3) và League Two (Cấp độ 4) của bóng đá Anh, mới tham gia.  Xem thêm ở Cúp FA 2011–12 về kết quả các trận đấu ở Vòng 1.